# Cyathea leptochlamys
Cyathea leptochlamys är en ormbunkeart som beskrevs av Bak. Cyathea leptochlamys ingår i släktet Cyathea och familjen Cyatheaceae. Inga underarter finns listade.